# ウィーンの森

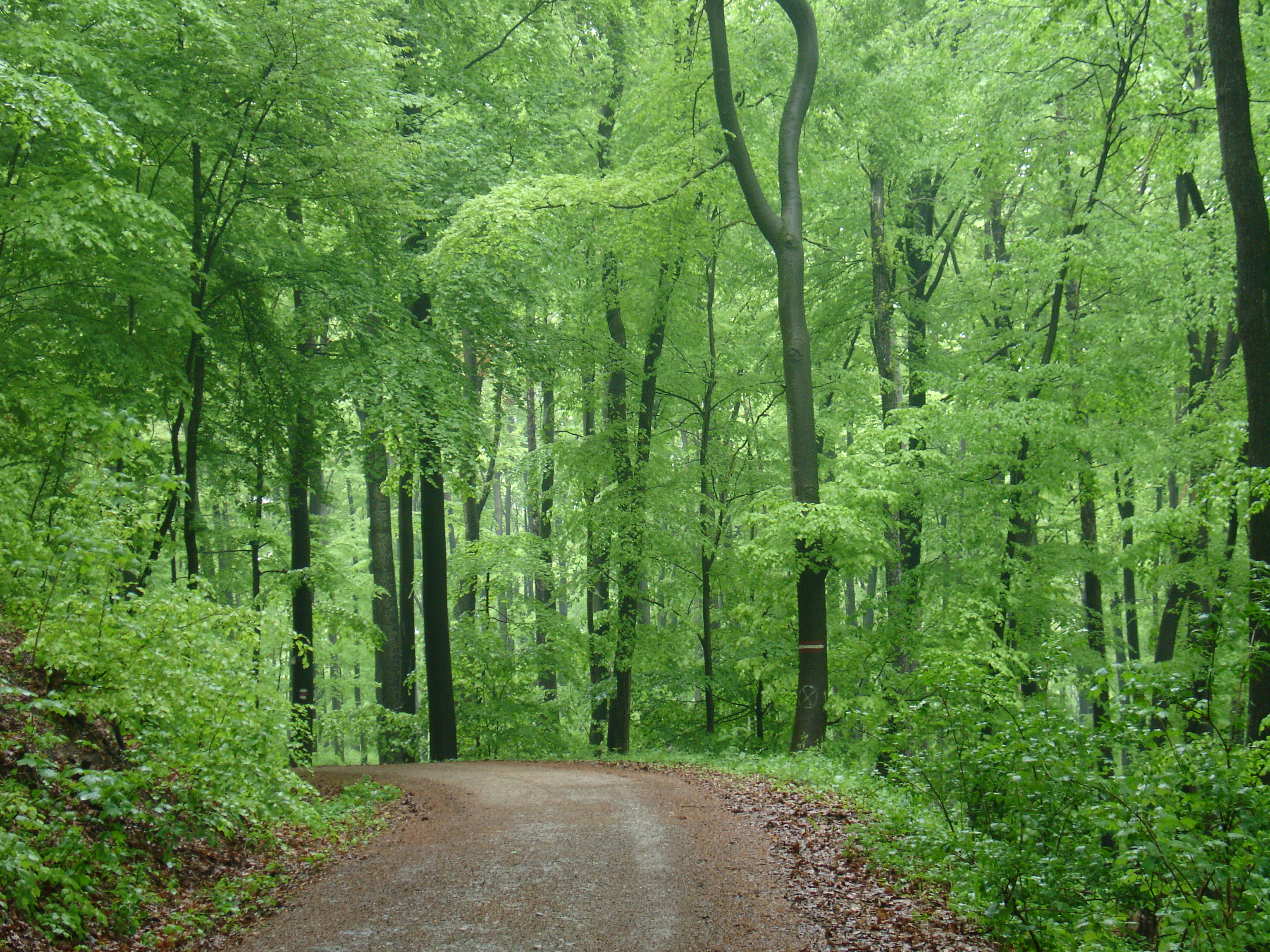
ウィーンの森

ウィーンの森 (独：Wienerwald) は、オーストリアのウィーン郊外やニーダーエスターライヒ州東部に広がる山々のことを指す。アルプス山脈の一部をなしている。

## 概要
森とはいっても、広さは縦45km、横30kmに及び、実質は山地である。アルプス山系の最北部分を含んでおり、アルプスからカルパティア山脈に移り変わる部分にある。最高地点は海抜893mである。
森の東端はウィーン市内にあり、ラインツァー・ティアーガルテンと呼ばれる森林公園となっており、訪問者が多いエリアである。面積は2450haと広大である。
ウィーン市民の貴重なレクリエーション場所となっているが、私有地を含んでいるため、スプロール現象が懸念されており、1987年にウィーン市長・ニーダーエースターライヒ州知事・ブルゲンラント州知事が、この地域の自然を保護するため、いわゆるウィーンの森宣言に署名した。

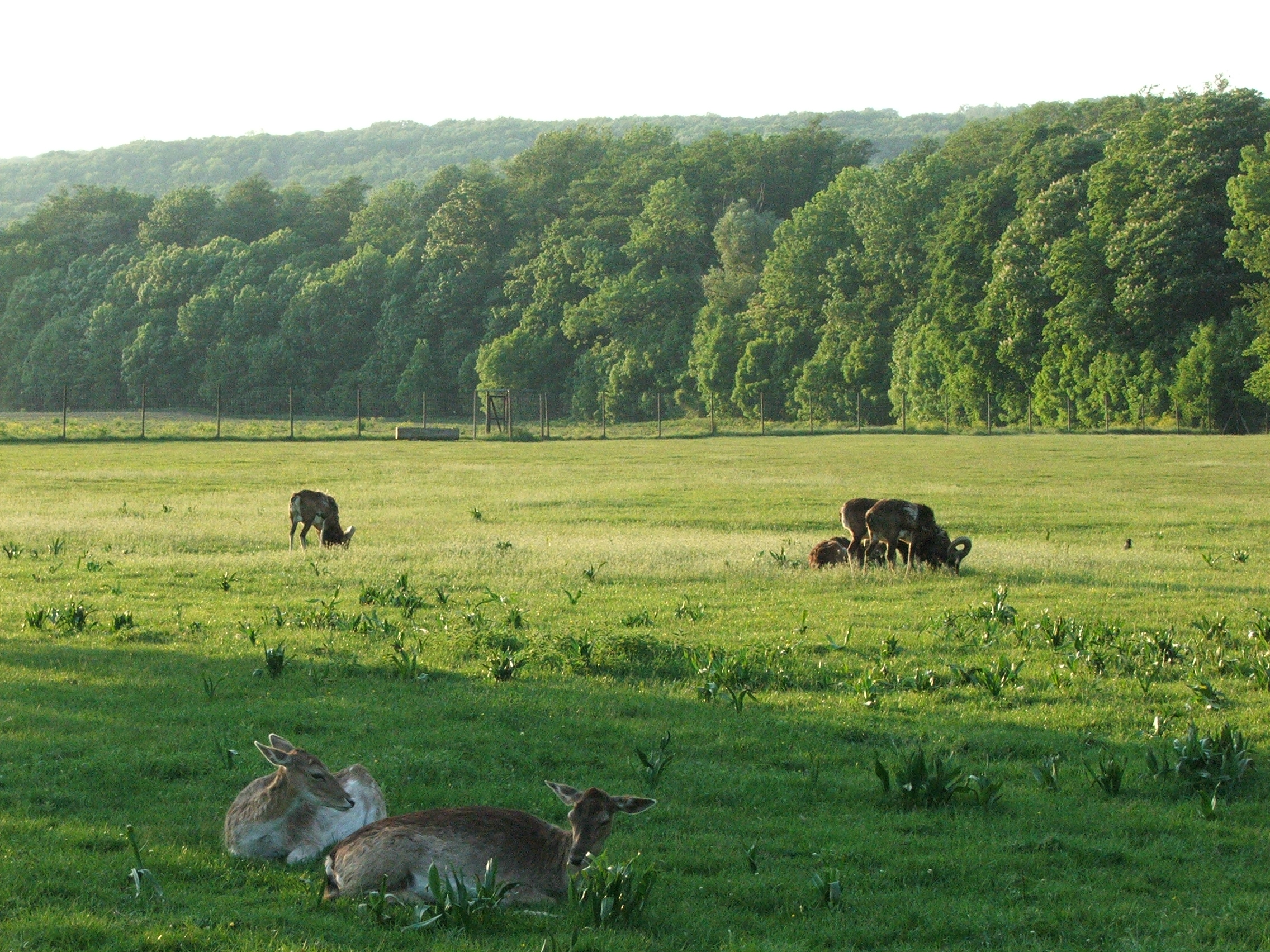
ラインツァー・ティアーガルテン

## 場所
ウィーンの森は、トリエスティン川、ゲルシェン川、トライゼン川とドナウ川に囲まれ、ニーダーエスターライヒ州の4つの地区の内の2つ、モスト地区と産業地区との境界線にある。森はウィーンの市街地にまで達していて、市街地周辺の人口密集地域では市民のお気に入りのアウトドア行楽地となっている。

## 地理
ウィーンの森で最も高い標高になるのは、シェーフェルの丘で標高893mある。ここには、ウィーン大学のレオポルド・フィグル天文台（ドイツ語版）がある。ウィーンの森を流れる重要な河川は、ウィーン川、シュベッヒャート川とトリエスティン川である。ドナウ川とウィーン盆地を見下ろす最北東のレオポルド山は、アルプス山脈の東端を形成している。
ウィーンの森は自然保護地区であり、重要なレクリエーションエリアであるが、都市のスプロール現象の脅威に晒されている。ラインツァーティーアガルテンは、文字通りの意味は「動物園」であるが、実態はシュヴァルツェンベルク公園（ドイツ語版）のように、イノシシやその他の森の動物達が生息する拡張型の自然公園で、19世紀にウィーンの市内に設けられたものである。サンドスタイン-ウィーナーヴァルト自然公園は、ウィーンの西約20kmのプルカースドルフの近くにある。ここには、ドライデーリッシェン洞窟（「3人の聴覚障害者の洞窟」）等の洞窟もある。

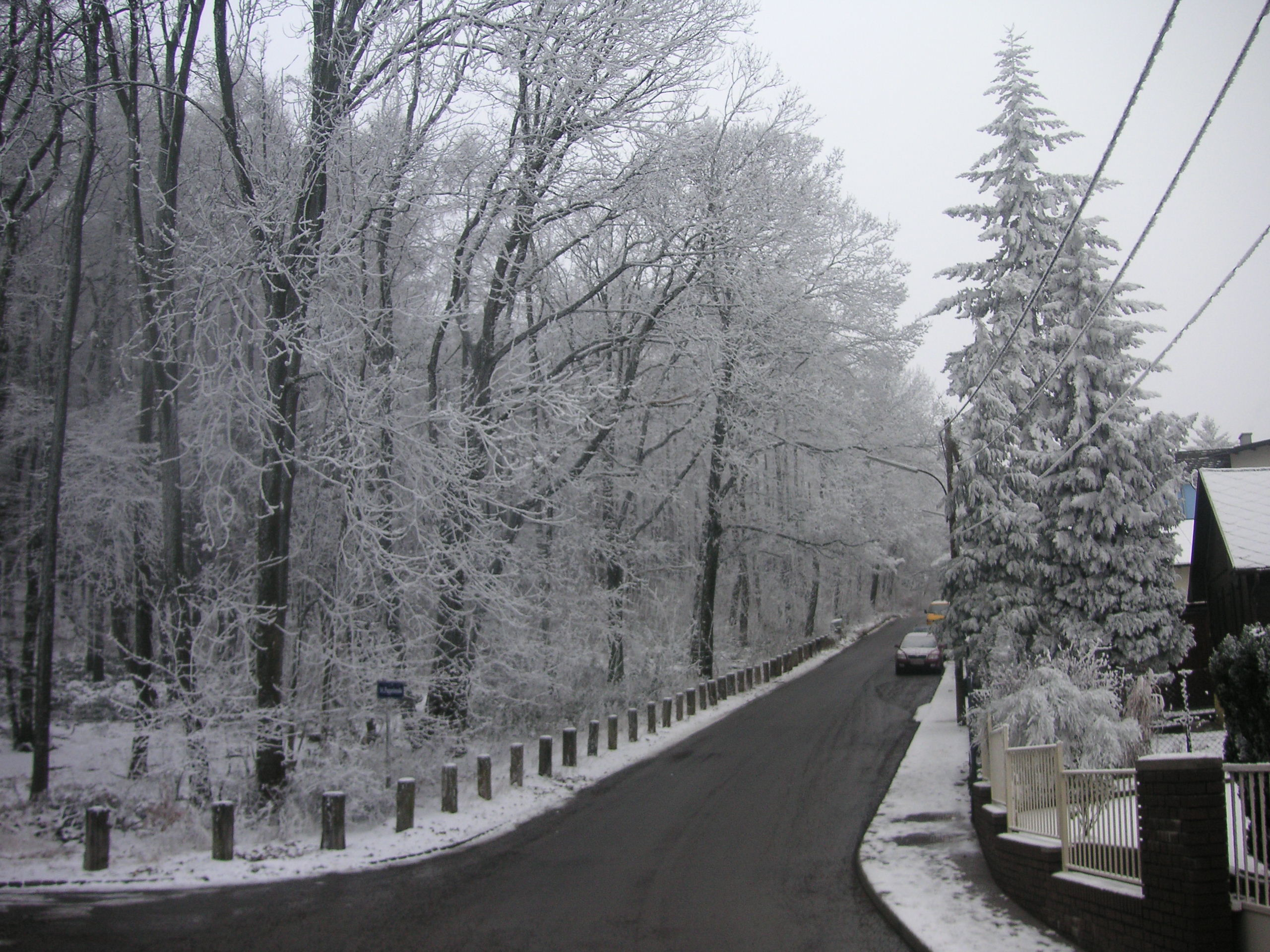
ウィーンの第14区、パッペル通り、ウィーンの森と境界を接した住宅地区

## 地質学
ウィーンの森の山脈は、東アルプスとカルパティア山脈の間の移行点であり、ドナウ川とウィーン近くのいくつかの構造線によって隔てられている。北部地域はアルプスの砂岩地帯の一部であり、南部は北部石灰岩アルプスの一部をなしている。東部の境界は、ウィーン盆地への地質学的ブレークラインを形成するサーマルラインである。ブナ、カシやシデは、ウィーンの森の北部全般を覆っている。南部には針葉樹、主に松やモミが生えている。フェーレン山（松の山）自然公園は、南部領域になる。

## 歴史
ウィーンの森は、8世紀頃から人が住むようになってきた。ウィーンの森は、11世紀以来、1850年まで王室の狩猟場であった。アヴァールの影響により、民族大移動後、スラヴ系の人々がここに定住し、デブリン、リーシング、ガブリッツのような村の名前は、彼らに由来するものである。16世紀以降、林業が営まれている。1840年頃に始まった産業開発は、この地域の人口の増加を促した。
ウィーンの森の北部（ドナウ川沿いのトゥルン）を通って、1683年にヤン3世（ポーランド王）がオスマン帝国の第二次ウィーン包囲でウィーンを助けるため、行軍した。
1870年、森林の大部分を伐採する計画が進められたが、これは広範囲にわたる市民の反対運動を引き起こした。その中の重要な指導者が、ヨーゼフ・シェーフェルであった。1987年、ウィーン、ニーダーエスターライヒ州、ブルゲンラント州の州知事は、この地域の自然を保護するためにウィーンの森宣言に署名している。

## クラシック音楽
ヨハン・シュトラウス2世が「ウィーンの森の物語」を作曲したことで世界的に有名になった。ベートーヴェンやシューベルトも数々の曲を作曲している。